# 박승필
박승필(朴承弼, 1875년 ~ 1932년)은 일제강점기의 영화 제작자이다. 한국영화의 요람기에 활약했던 흥행사(興行師)로서 김도산(金陶山)이 감독한 《의리적 구토》를 비롯하여 여러 편의 연쇄극 영화를 기획·제작했고, 광무대와 단성사 등 경성 북촌 일대의 흥행극장을 경영하는 한편, 나운규 등 민족영화인에게 자금을 제공해 주던 영화 초창기 공로자의 한 사람이다. 
1923년에는 일본인 감독이 《춘향전》을 제작하여 히트한 데에 자극을 받아 단성사 안에 영화 촬영부를 두고, 뒤에 《장화홍련전》을 제작하기도 했다.